# Golub-Dobrzyń
Golub-Dobrzyń je město v Kujavsko-pomořském vojvodství v Polsku. Je hlavním městem okresu Golub-Dobrzyń. Tvoří samostatnou městskou gminu. V roce 2011 zde žilo 12 959 obyvatel.